# 尼梅克
尼梅克（德語：Niemegk，發音：[ˈniːmɛk] ⓘ）是德国勃兰登堡州波茨坦-米特尔马克县的城市，面积45.12平方千米，2023年12月31日人口为2,056人。